# Amt Wurzen

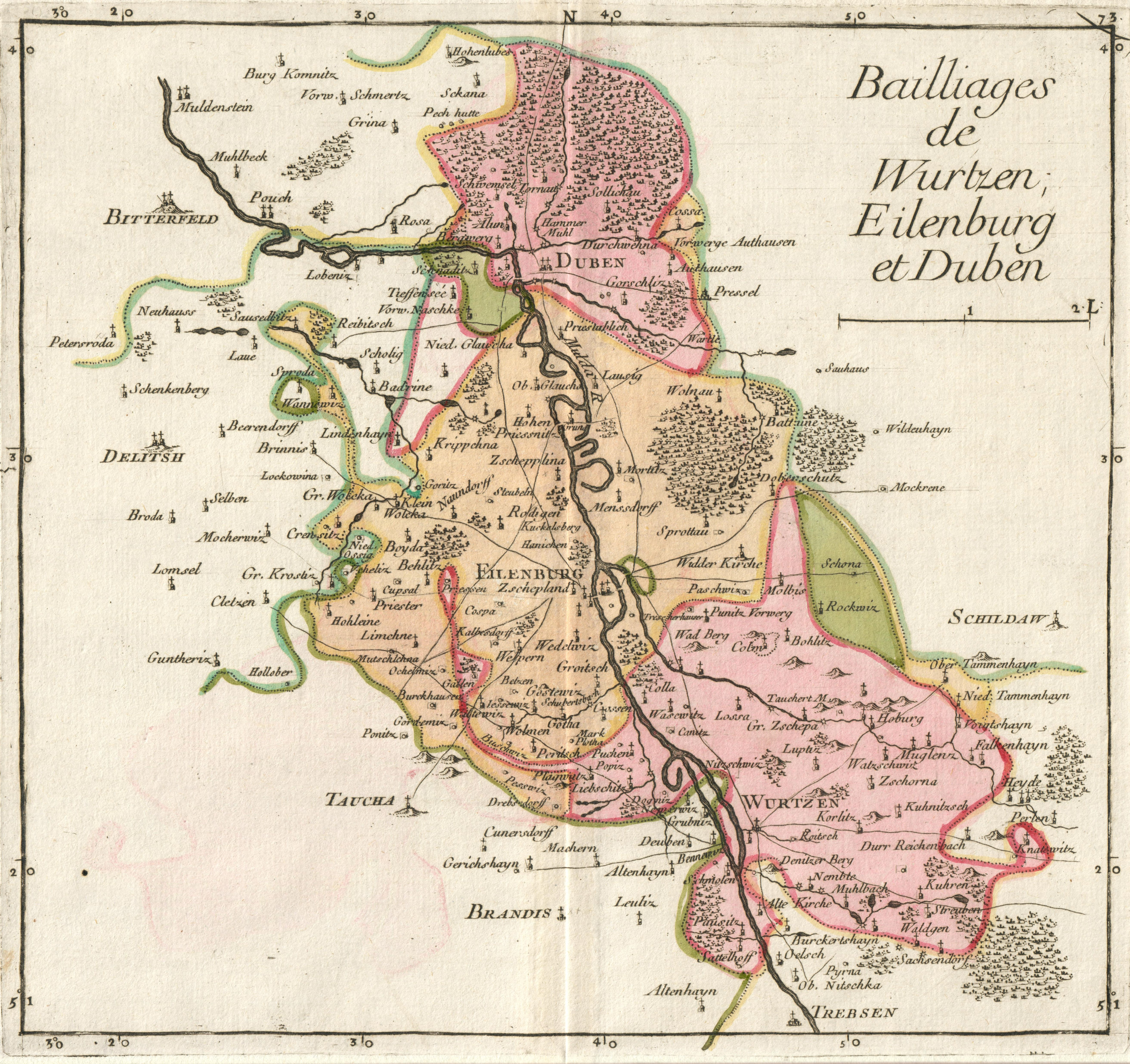
Karte des Amtes Wurzen (unten, rot) aus dem Jahr 1759

Das Amt Wurzen war eine zum Stiftsamt Wurzen gehörige territoriale Verwaltungseinheit des  1806 in ein Königreich umgewandelten Kurfürstentums Sachsen.
Nach der Auflösung des Stiftsamts Wurzen im Jahr 1818 war das Amt Wurzen ein landesherrliches Amt im Leipziger Kreis des Königreichs Sachsen.
Bis zum Ende der sächsischen Ämterverfassung im Jahr 1856 bildete es den räumlichen Bezugspunkt für die Einforderung landesherrlicher Abgaben und Frondienste, für Polizei, Rechtsprechung und Heeresfolge. Der Amtssitz befand sich im Schloss Wurzen.

## Geographische Lage
Das ursprünglich als Wurzener Land bezeichnete Amt Wurzen bildete den nördlichen Teil des Stiftsamts Wurzen. Es lag zum größten Teil östlich der Vereinigten Mulde im Norden des heutigen Landkreises Leipzig, an der Grenze zum Landkreis Nordsachsen, mit der am östlichen Hochufer der Mulde gelegenen Großen Kreisstadt Wurzen als zentralem Ort.
Der von 1953 bis 1994 existierende Kreis bzw. Landkreis Wurzen entsprach ungefähr dem alten Stiftsgebiet des Wurzener Landes. Er war lediglich um mehrere Gemeinden westlich der Mulde erweitert worden.
Zwei Exklaven lagen westlich des Amts im Amt Eilenburg, eine direkt östlich des Amts Wurzen. Drei weitere Exklaven lagen weiter entfernt im Tal der Elbe bei Belgern und Mühlberg/Elbe sowie eine Exklave an der Jahna im Amt Oschatz.

## Angrenzende Verwaltungseinheiten
Das Amt Wurzen war der nördlichere Teil des Stiftsamts Wurzen, welcher durch das kurfürstliche Amt Mutzschen vom südlichen Teil des Stiftsamts mit den Ämtern Mügeln und Sornzig getrennt war.
| Amt Eilenburg                  |                                             | Amt Torgau    |
| Kreisamt Leipzig Erbamt Grimma | Kompassrose, die auf Nachbargemeinden zeigt | Amt Oschatz   |
|                                | Erbamt Grimma                               | Amt Mutzschen |

## Geschichte

### Vorgeschichte
Die älteste Erwähnung einer Siedlung mit dem Namen Wurzen (Vurcine) stammt aus einer Urkunde von Otto I. aus dem Jahr 961. Die Burg und die Marktsiedlung bezogen ihre Bedeutung aus ihrer Lage am Übergang der Via Regia über den Fluss Mulde und deren Kreuzung mit einer alten Salzstraße von Halle nach Prag. Die Stadt Wurzen  gehörte bis 995 zum Bistum Merseburg und kam danach an das Bistum Meißen. Die Bistumsgrenze wurde von der Mulde gebildet.

### Das Wurzener Land unter Herrschaft des Bistums Meißen
Die Ursprünge des Stiftsamts Wurzen liegen in dem 1114 von Bischof Herwig von Meißen gegründeten Kollegiatstift  in der Stadt Wurzen. Das Umland der Stadt wurde zu einer weltlichen Territorialherrschaft mit dem Namen „Wurzener Land“  („terra wurciniensis“) unter die Verwaltung von Edelvögten in Auftrag der Bischöfe von Meißen gestellt. Bischof Johann VI. von Saalhausen ließ es Ende des 15. Jahrhunderts das Schloss Wurzen als Bischofssitz erbauen. Es war Residenz der Bischöfe von Meißen bis 1581.
Nach der Leipziger Teilung der wettinischen Lande im Jahr 1485 wurde die Schutzherrschaft über Wurzen und das Wurzener Land von den Ernestinern und Albertinern gemeinsam ausgeübt. Beide Linien waren letztendlich auf eine Säkularisation des bischöflichen Territoriums aus, was u. a. 1542 zur sogenannten „Wurzener Fehde“ führte. Der Fehde unmittelbar voraus ging der Streit zwischen Herzog Moritz (Albertiner) und Kurfürst Johann Friedrich (Ernestiner) über die Verwendung der Steuergelder dieses Gebiets. Johann Friedrich forderte zudem vom Stift Wurzen die Abgabe der Türkensteuer zur Finanzierung der Türkenkriege, die das Stift nicht zahlen wollte.

### Das Wurzener Land zur Zeit der Reformation
Die Wurzener Fehde nahm Johann Friedrich im Jahr 1542 zum Anlass, in die Befugnisse des Stifts Wurzen einzugreifen, um die Reformation durchzusetzen. Im 16. Jahrhundert wurde das Stift protestantisch.
Nach der Reformation wurde das Kollegiatstift Wurzen als lutherisches Domkapitel weitergeführt, welches bis heute besteht. Das Amt Wurzen wurde im Jahr 1554 eingerichtet.

### Das Amt Wurzen unter Herrschaft der wettinischen Stiftsregierung (1581–1818)
Am 20. Oktober 1581 dankte der letzte Bischof Johann IX. von Haugwitz ab. Mit dem Rücktritt des letzten Bischofs von Meißen Johann IX. (von Haugwitz) 1581 wurden die Ämter Wurzen, Mügeln und Sornzig vollständig in das seit 1547 albertinische Kursachsen eingegliedert, auch wenn es noch als Stiftsamt Wurzen bis 1818 durch eine eigens geschaffene „Kurfürstlich-Sächsische Stiftsregierung“ (durch die des Stifts Meißen verordneten Hauptmann, Kanzler und Räte) im Auftrage des Dresdener Hofes verwaltet wurde. Zum Amt kam im Jahr 1816eine Exklave des durch den Wiener Kongress an Preußen abgetretenen Amts Torgau mit den Orten Collmen (Enklave), Röcknitz und Treben.

### Das Gebiet des Amts Wurzen nach der Auflösung der wettinischen Stiftsregierung 1818
Durch die Niederlage des mit Napoleon verbündeten Königreichs Sachsen wurde im Jahr 1815 auf dem Wiener Kongress eine Gebietsabtretung des Königreichs Sachsen an das Königreich Preußen beschlossen, welcher auch einen Teil im Norden des Amts Wurzen betraf, u. a. die Exklaven Pressen und Gallen im Amt Eilenburg und fünf zum Amt Eilenburg gehörige Orte unter der Grundherrschaft des stiftswurzenischen Ritterguts Thallwitz.
Nach der Auflösung des Stiftamts Wurzen im Jahr 1818 wurden die Ämter Wurzen, Mügeln und Sornzig landesherrliche Ämter im Leipziger Kreis des Königreichs Sachsen. Das Amt Wurzen bestand bis 1856 und wurde dann vom Gerichtsamt Wurzen abgelöst.

## Zugehörige Orte
Das Wurzener Land erstreckte sich um 1300 von der Wasserscheide zwischen Saale und mittlerer Mulde bis zu der zwischen Mulde und Elbe über eine Fläche von 275 km² mit 56 Dörfern.
Städte
u. a.
- Wurzen mit dem Schloss Wurzen und dem Kollegiatstift Wurzen

Amtsdörfer
u. a.
- Falkenhain
- Kühren
- Thammenhain
- Thallwitz

Amtsdörfer (Exklaven)
| - Adelwitz (bei Belgern an der Elbe) - Ammelgoßwitz (bei Belgern an der Elbe) - Bockwitz (bei Mühlberg/Elbe) - Dröschkau (bei Belgern an der Elbe) - Gallen (Exklave im Amt Eilenburg) | - Goldhausen (Exklave im Amt Oschatz an der Jahna) - Klingenhain (Ortsteil von Cavertitz bei Mühlberg/Elbe) - Knatewitz (Exklave im Amt Oschatz, heute Ortsteil von Lossatal) - Liebersee (bei Belgern an der Elbe) - Olganitz (bei Mühlberg/Elbe) | - Pressen (Exklave im Amt Eilenburg) - Seydewitz (bei Mühlberg/Elbe) - Tauschwitz (bei Belgern an der Elbe) - Treptitz (Ortsteil von Cavertitz bei Mühlberg/Elbe) |

Die Exklaven Gallen und Pressen wurden 1815 an Preußen abgetreten.
Dörfer des Amts Eilenburg unter der Grundherrschaft des stiftswurzenischen Ritterguts Thallwitz (1815 an Preußen abgetreten)
- Bunitz
- Collau
- Mölbitz
- Paschwitz
- Sprotta

Amtsdörfer, die 1816 vom Amt Torgau an das Amt Wurzen kamen
- Collmen
- Röcknitz
- Treben

Amtsdörfer, die 1843 zum Amt Wurzen kamen
- Machern (vom Erbamt Grimma)